# Strountes
Strountes, med uttal och betydelse "strunt", är en diktsamling av Gunnar Ekelöf, utgiven 1955 av Bonniers förlag. Boken präglas av en slags "anti-poesi" med absurda och vitsiga nonsensdikter, men som en medveten kontrast återfinns också en del allvarligare inslag. Det var emellertid i det meningslösa som Ekelöf här ville finna det meningsfulla:
| ” | När man kommit så långt som jag i meningslöshet är vart ord åter intressant | „ |

Strountes hyllades vid sin utgivning av alla ledande kritiker som menade att Ekelöf med sin blandning av gyckleri, förtvivlan och mystik hade vidgat poesins gränser och "spänt ett valv mellan Grönköping och Hades", som Åke Janzon uttryckte det i Svenska Dagbladet.